# Primavera Europea (2019)
Primavera Europea (en inglés: European Spring) es una plataforma política europea transnacional (Unión Europea) para las elecciones al Parlamento Europeo de 2019, creada alrededor de DiEM25 y partidos vinculados en los diferentes Estados miembros de la Unión Europea. Se presenta a las elecciones con un programa único llamado Green New Deal («Nuevo Acuerdo Verde»).

## Ideología
Primavera Europea es una alianza de ideas izquierdistas y progresistas, buscando la democratización de la Unión Europea, la justicia social, la igualdad de género, la lucha contra el cambio climático, el fraude fiscal y la corrupción. Esta plataforma se posiciona como solución común europea frente a los que defienden la Europa del statu quo de la austeridad y frente a los nacional-populistas euroescépticos. Primavera Europea quiere transformar la Unión en una herramienta para frenar las crisis política, social, económica y ecológica, mediante políticas keynesianas.

## Participantes
De cara a Elecciones al Parlamento Europeo de 2019 bajo el paraguas de DiEM25 han anunciado su participación el partido francés Génération.s, el griego MeRA25, el polaco Razem, el alemán Demokratie in Bewegung, el danés Alternativet, el portugués LIVRE y el español Actúa.
Su referente es España es: Compromiso por Europa, tras la casi disolución de Actúa.